# ONA (ресторан)
ONA — це веганський ресторан в Аресі, Франція, який належить шеф-кухарю Клер Валле і є першим веганським рестораном, який отримав зірку Мішлена. Назва розшифровується як origine non-animale (ONA), і в ресторані не використовуються продукти тваринного походження в їжі, прикрасах чи меблях. Ресторан ONA був відкритий у 2016 році Валле, шеф-кухарем-самоучкою, і пропонує дегустаційне меню із семи страв.  95% клієнтів не є ані веганами, ані вегетаріанцями, сказав шеф-кухар у 2021 році. Ресторан закрився у жовтні 2022 року.

## Історія
Vallée відкрив ресторан за допомогою кредитів «етичного банку» та краудфандингу. Гід Мішлена за 2021 рік присудив ONA одну зірку Мішлена, першу серед веганських ресторанів. ONA також був одним із 33 ресторанів у Франції, які отримали Зелену зірку, нову категорію путівника Мішлен, яка присуджується за екологічні практики. У 2018 році ресторан був нагороджений Michelin Fork.